# Courban
Courban är en kommun i departementet Côte-d'Or i regionen Bourgogne-Franche-Comté i östra Frankrike. Kommunen ligger i kantonen Montigny-sur-Aube som tillhör arrondissementet Montbard. År 2022 hade Courban 140 invånare.

## Befolkningsutveckling
Antalet invånare i kommunen Courban
Referens:INSEE